# 戈沃里 (克拉西利夫區)
49°36′1″N 26°41′46″E / 49.60028°N 26.69611°E
霍沃里（烏克蘭語：Говори）是位於烏克蘭西部的村莊，由赫梅利尼茨基州裡赫梅利尼茨基區的扎斯盧奇內市鎮負責管轄。該村處於布佐克河左岸，面積0.64平方公里，海拔高度310米，2001年人口104。